# Limnephilus transcaucasicus
Limnephilus transcaucasicus là một loài Trichoptera trong họ Limnephilidae. Chúng phân bố ở miền Cổ bắc.